# József Zakariás
József Zakariás va ser un destacat futbolista hongarès dels anys 40 i 50.

## Biografia
Zakariás va néixer el 25 de març de 1924 a Budapest. Jugava a la posició de defensa i formà part del llegendari equip hongarès que meravellà als anys 50, amb companys com Nándor Hidegkuti, Ferenc Puskás, Zoltán Czibor, Sándor Kocsis i József Bozsik.
El seu gran club fou el MTK Hungária FC (conegut en aquells anys com Bástya SE i Vörös Lobogó SE). Amb Márton Bukovi a la banqueta i companys com Nándor Hidegkuti, Péter Palotás i Mihály Lantos, Zakariás ajudà al MTK a guanyar dues lligues, una copa d'Hongria i una Copa Mitropa.
Amb la selecció de futbol d'Hongria disputà 35 partits entre 1947 i 1954. Representà el seu país a la fase final de la Copa del Món de 1954 (on arribà a la final) i guanyà la medalla d'or dels Jocs Olímpics de 1952. Després de la seva retirada fou entrenador. Va morir el 22 de novembre de 1971 a Budapest.

## Trajectòria esportiva

### Com a jugador
- Budafoki MTE: 1936-41 (categories inferiors)
- Kábelgyár SC: 1941-44
- Gamma FC: 1944
- Budai Barátság SE: 1945
- Budai MSE: 1946
- MATEOSZ Munkás SE: 1946-50
- Teherfuvar SE: 1950
- Budapest Elõre: 1950
- Bástya SE: 1951-53
- Vörös Lobogó SE: 1953-56
- Egyertértés SE: 1957-58

### Com a entrenador
- Szigetszentmiklósi SE: 1959-60
- Guinea: 1961-68
- Medosz Erdért SE: 1968-71

## Palmarès
- Medalla d'or als Jocs Olímpics de 1952
- 1 Campionat d'Europa Central: 1953
- Finalista de la Copa del Món de Futbol: 1954
- Lliga hongaresa de futbol (2): 1953, 1958
- Copa hongaresa de futbol (1): 1952
- Copa Mitropa (1): 1955